# Ernst Fuchs
Ernst Fuchs (13. února 1930 Vídeň – 9. listopadu 2015 Vídeň) byl rakouský malíř, sochař a designér, představitel Vídeňské školy fantastického realismu. Jeho dílo je ovlivněno jungismem a ezoterikou. Úzce spolupracoval s architektem Friedensreichem Hundertwasserem. Měl 16 dětí, se sedmi různými ženami. V roce 1972 zakoupil vilu z dílny architekta Otto Wagnera, z níž učinil svérázné umělecké centrum, a kde je dnes muzeum věnované jeho dílu. V 50. letech žil v Paříži a Izraeli, ale roku 1961 se vrátil natrvalo do Vídně.

## Vyznamenání
- Čestný kříž Za vědu a umění I. třídy (2004, Rakousko)[4]

## Galerie

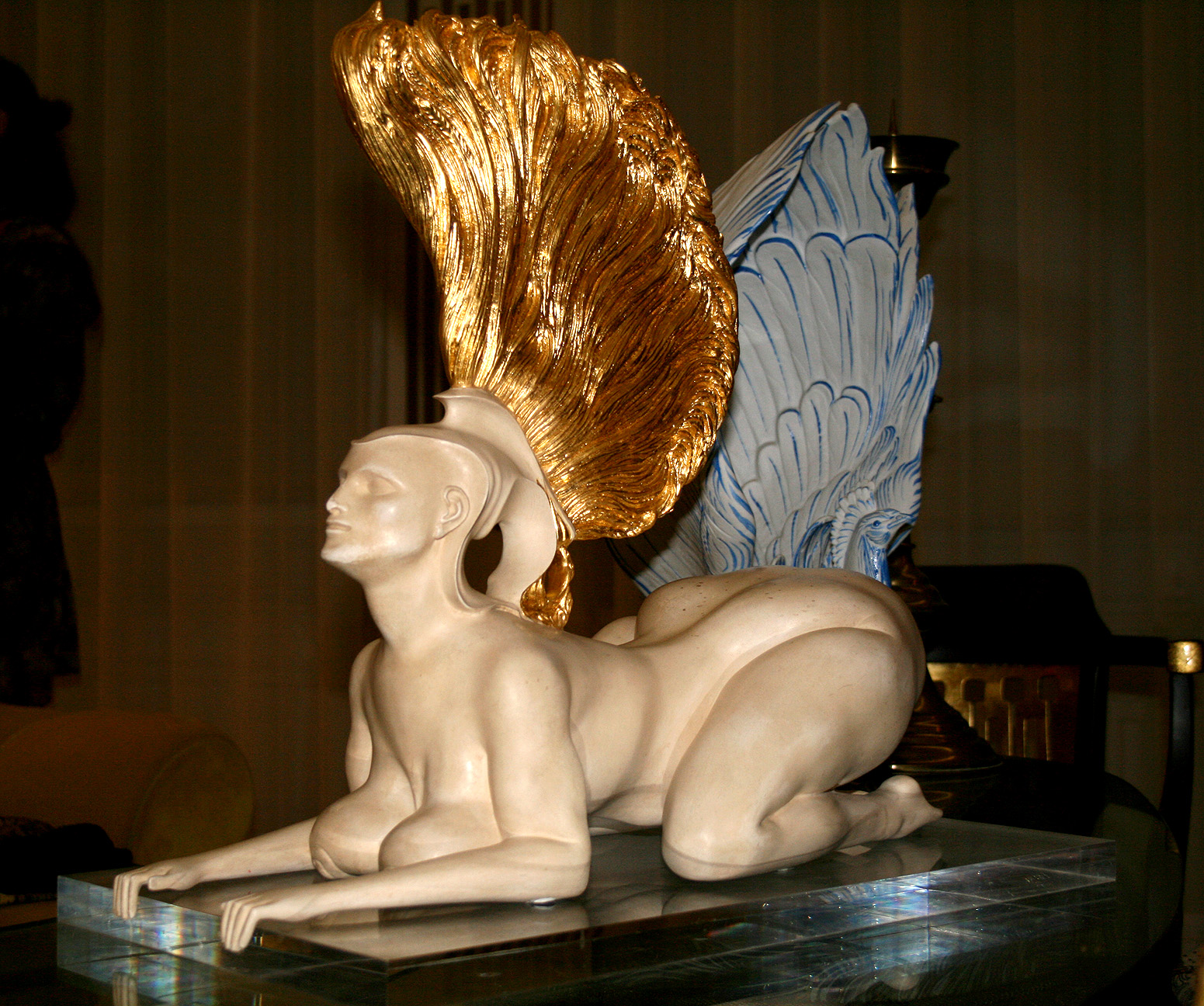
Prasfinga Ernsta Fuchse
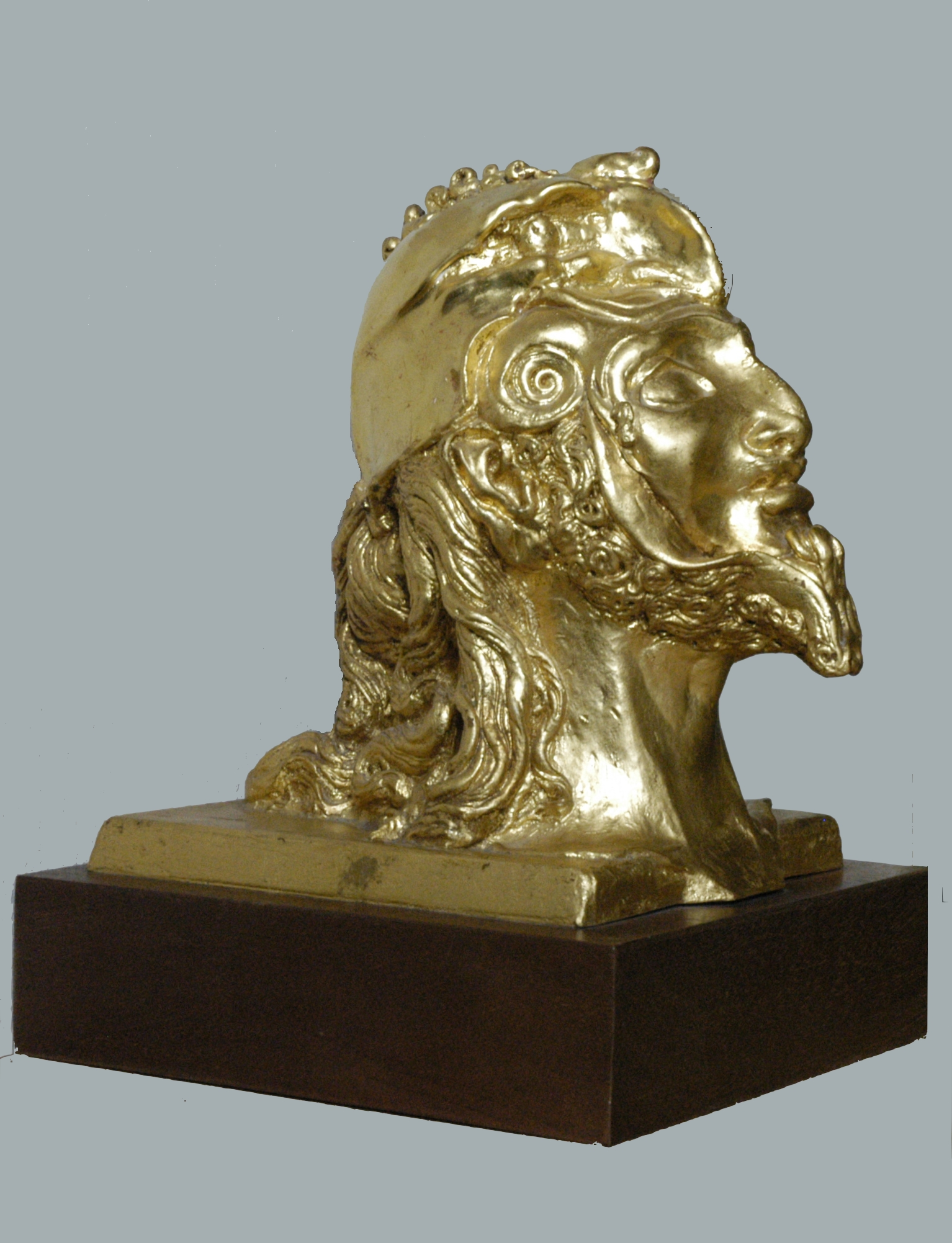
Král David Ernsta Fuchse
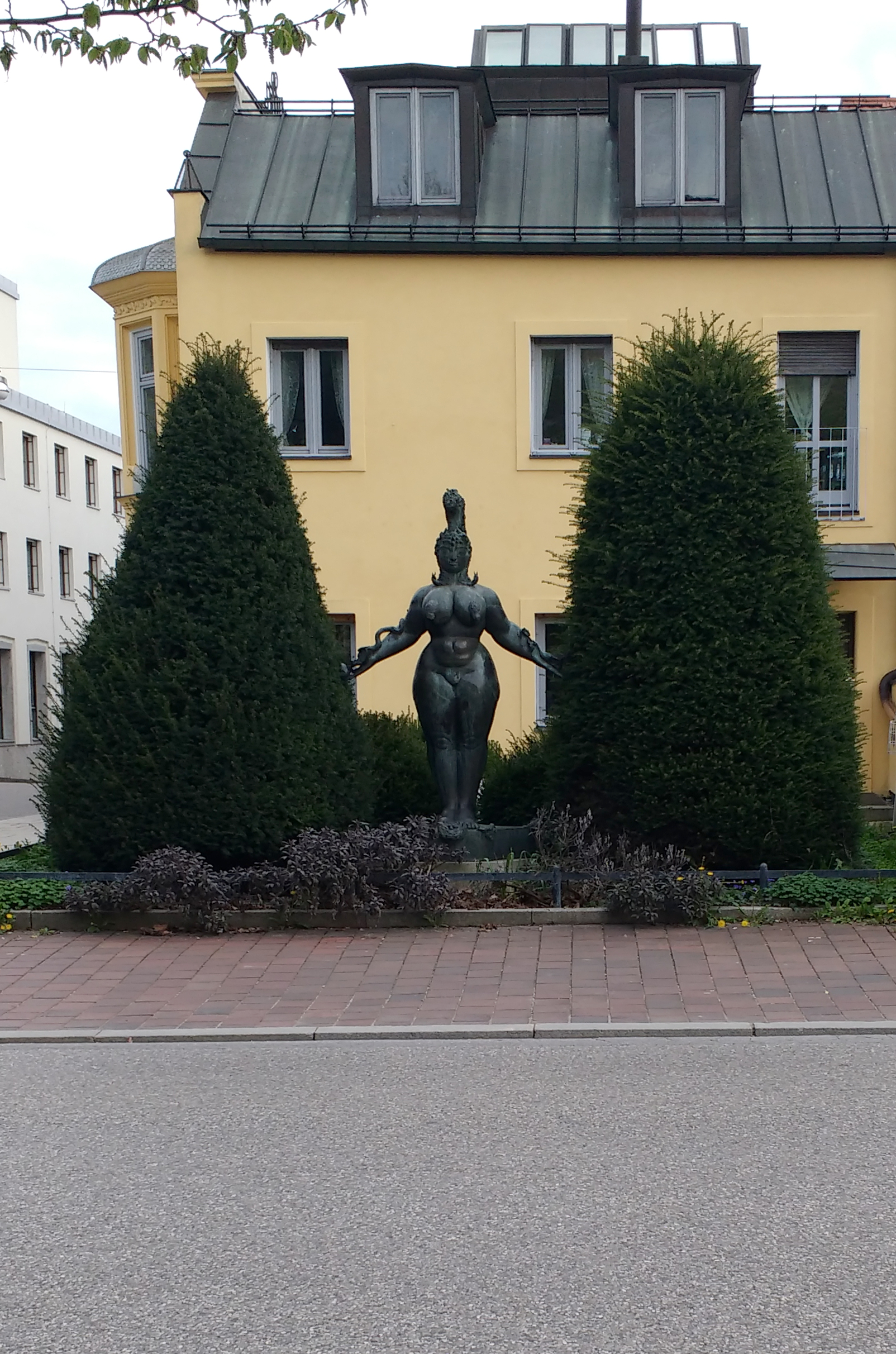
Esther Ernsta Fuchse
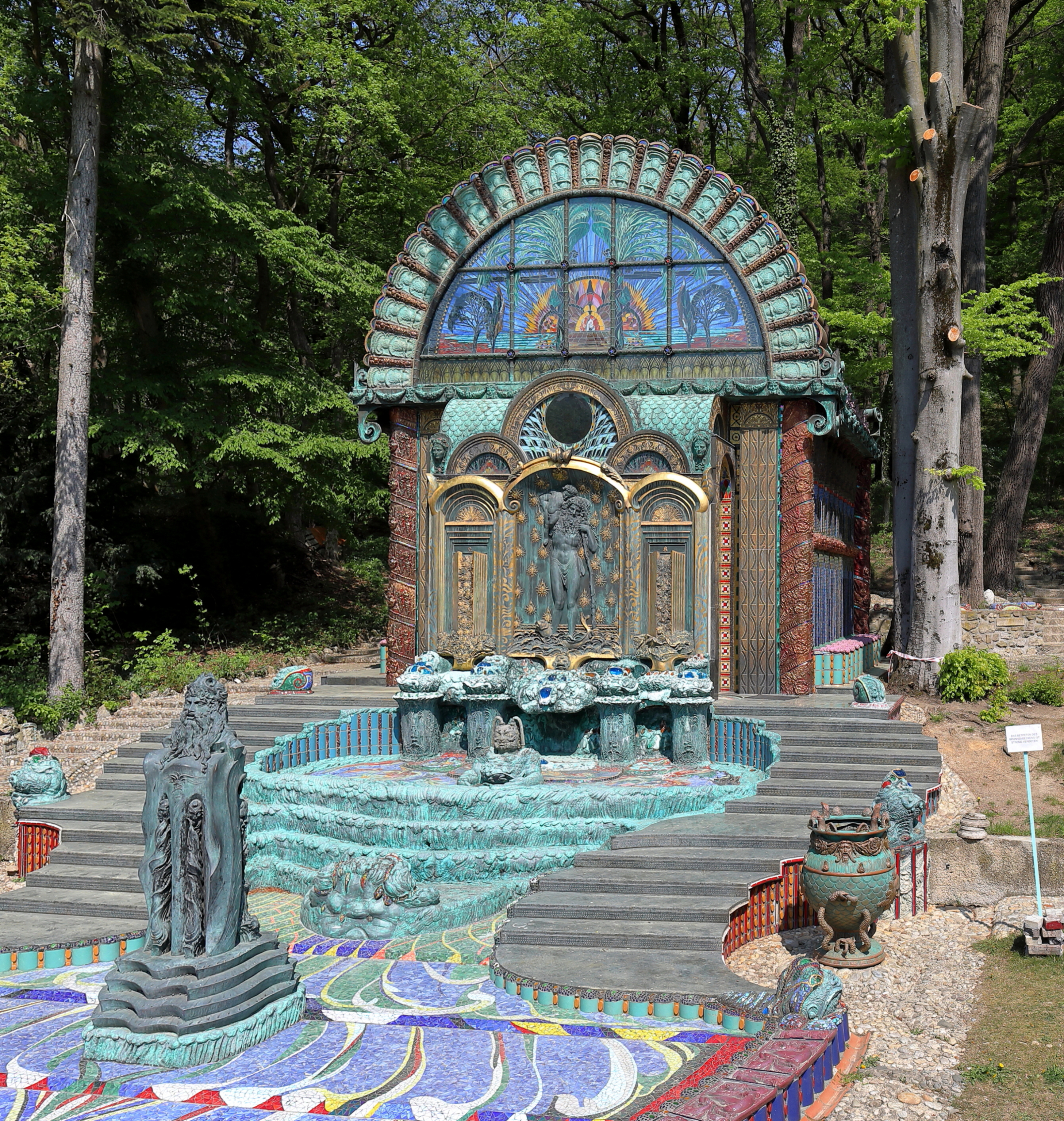
Nymphäum Omega Ernsta Fuchse
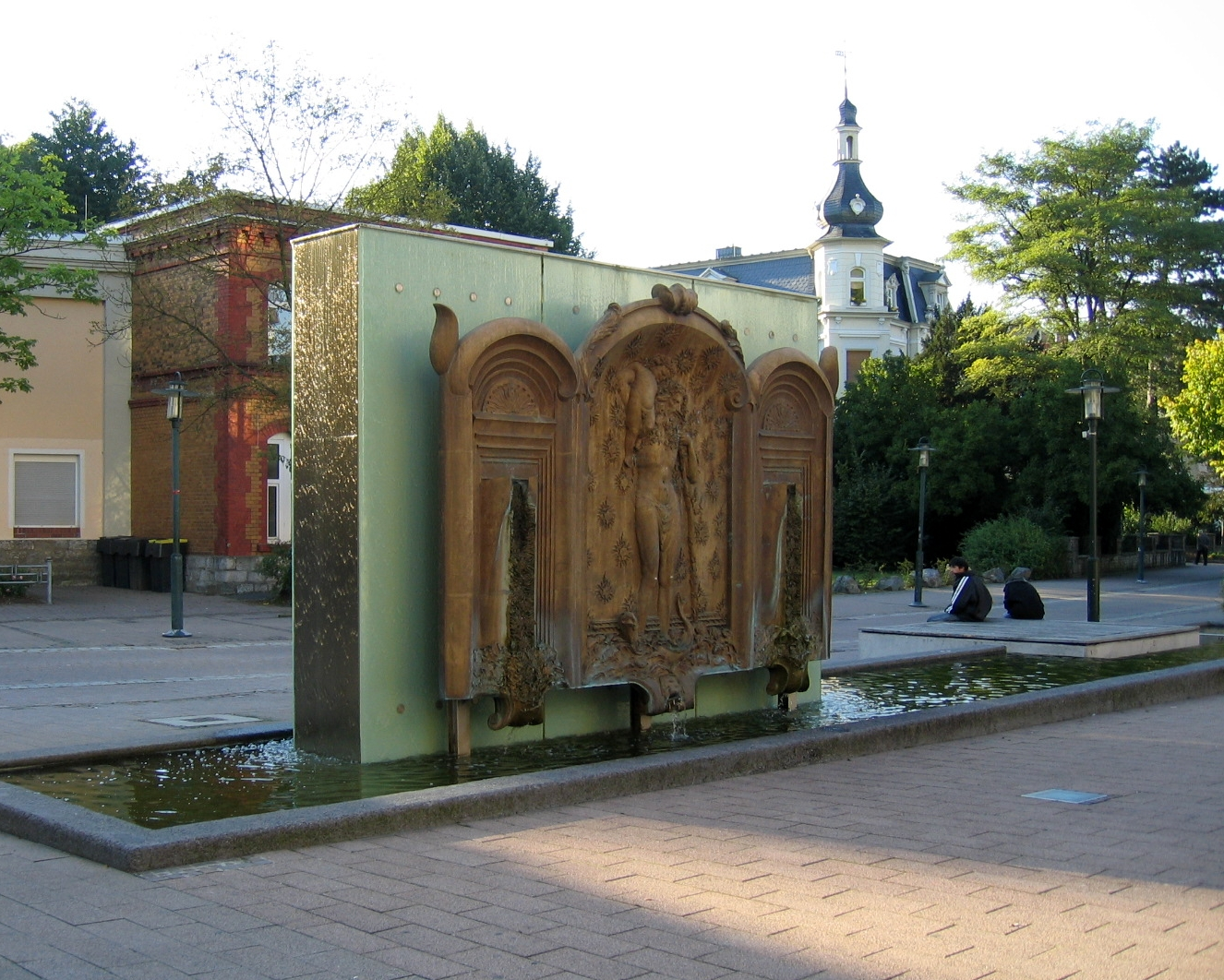
Kašna Svatého Kryštofa Ernsta Fuchse